# Colostygia alpestrata
Colostygia alpestrata är en fjärilsart som beskrevs av Jacob Hübner 1800-1808. Colostygia alpestrata ingår i släktet Colostygia och familjen mätare. Inga underarter finns listade i Catalogue of Life.